# زدمپ

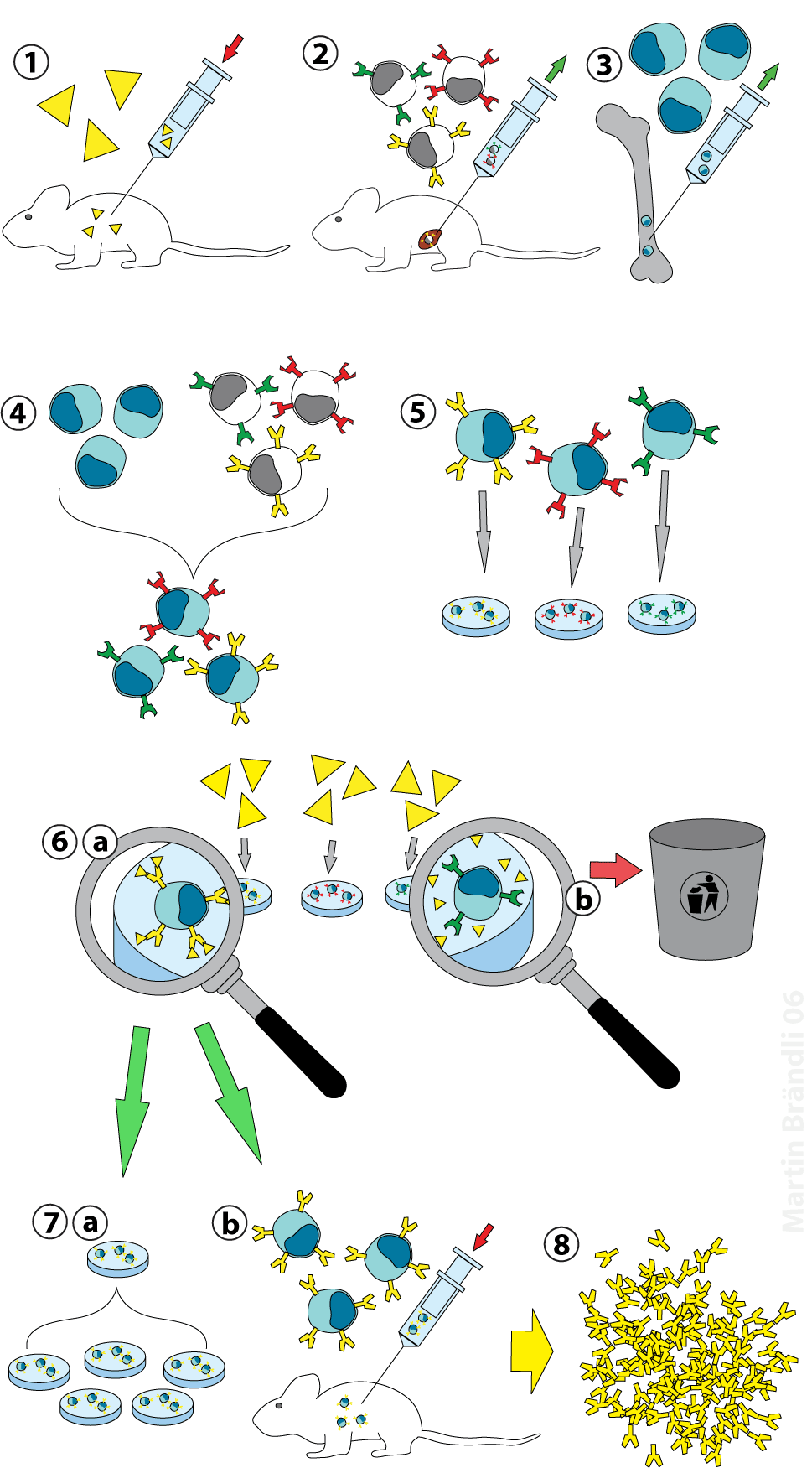
زدمپ یا زی‌مپ

زدمپ یا زی‌مپ (به انگلیسی: ZMapp) یک زیست‌داروی آزمایشی شامل سه پادتن تک‌تیرهٔ انسانی‌شده‌است که برای درمان بیماری ویروسی ابولا ساخته شده‌است.
این دارو که توسط شرکت زیست‌داروی مپ طراحی شده‌است، از نوعی تنباکو به نام نیکوتیان اقتباس گردیده است.
زدمپ، به همراه تی‌کی‌ام-ابولا یکی از دو داروی در حال بررسی، برای مقابله با ویروس ابولا از سوی سازمان غذا و داروی آمریکا می‌باشد. در عین حال، این دارو هنوز مراحل آزمایش انسانی را نگذرانده است.

## بحران ابولا در آفریقا
ابولا درمان ندارد از این رو تشخیص زودهنگام آن در نجات جان بیماران اهمیت حیاتی دارد. میزان مرگ بر اثر این بیماری می‌تواند تا نود درصد برسد. تا به حال چند دارو سودمندی خود را در درمان ابولا در حیوانات نشان داده‌اند، اما مراحل آزمایش انسانی را طی نکرده‌اند.
پس از اینکه داروی آزمایشی زی‌مپ بر یک پزشک آمریکایی اثر کرد، دولت لیبریا از باراک اوباما رییس جمهور آمریکا خواست تا این دارو را در اختیار لیبریا هم قرار دهد.
تجویز دارویی که مراحل آزمایش انسانی را نگذرانده و عوارض جانبی و خطرات آن ناشناخته است بحث‌های اخلاقی بسیاری را برانگیخت تا کارشناسان سازمان بهداشت جهانی در نشستی که به همین موضوع اختصاص داشت، به این نتیجه رسیدند که با در نظر گرفتن شرایط موجود و با رعایت تمام ملاحظات، استفاده از این دارو غیر اخلاقی نیست. با این حال شرکت داروسازی مپ، اظهار داشته‌است ذخیره دارویش تمام شده‌است. زی‌مپ که ترکیبی از آنتی‌بیوتیک‌هاست به پروتئین‌های سطح ویروس حمله می‌کند. تا به حال این دارو برای درمان چند نفر از جمله این دو آمریکایی استفاده شده‌است. یک کشیش اسپانیایی که در لیبریا مبتلا شده و تحت درمان با این دارو بود درگذشت. به گفته لوییس براون وزیر اطلاع‌رسانی لیبریا، سه پزشک دیگر هم که در لیبریا تحت درمان با این دارو قرار داشتند نشانه‌هایی از بهبودی نشان داده‌اند.